# Bernhard von Hövel (Domherr)
Bernhard von Hövel (* im 13. Jahrhundert; † 1357) war Domherr in Münster.

## Leben
Bernhard von Hövel war der Sohn des Ritters Lambert von Hövel und dessen Gemahlin Demodis ??. Sein Bruder Hermann war von 1337 bis 1367 Domdechant in Münster.
Über Bernhards Wirken gibt die Quellenlage nur wenig Aufschluss. In den Jahren 1344 bis 1357 war er Domherr zu Münster und von 1354 bis 1357 übte er das Amt des Archidiakons in Friesland aus.
Er war Besitzer der Obedienz Schölving.
Bernhard verstarb vor dem 14. Februar 1357, denn an diesem Tage bat Adolf von der Mark um die frei gewordene Präbende.